# El cavaller de bronze
El Cavaller de bronze (rus: Медный всадник) és una estàtua eqüestre de Pere el Gran situada a Sant Petersburg, Rússia. Va ser encarregada per Caterina la Gran, va ser creada per l'escultor francès Étienne Maurice Falconet. El nom de Cavaller de bronze prové d'un poema amb el mateix títol escrit per Aleksander Pushkin l'any 1833. Actualment aquesta estàtua és el símbol de Sant Petersburg.
El pedestal de l'estàtua és una enorme Pedra de Tro i es considera que és la pedra més grossa moguda per humans. En principi aquesta pedra pesava 1.500 tones i va quedar en 1.250 tones quan es va posar al seu lloc actual.

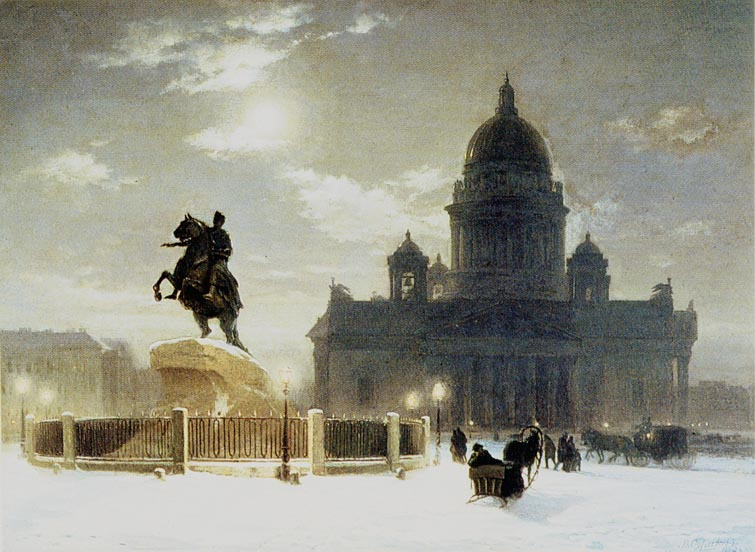
El Cavaller de bronze, per Vasily Ivanovich Surikov

Aquesta estàtua es troba a la Plaça del Senat de Sant Petersburg, anteriorment dita Plaça dels desembristes. Caterina la Gran, una princesa alemanya casada amb un Romanof, volia quedar connectada amb Pere el Gran davant dels ulls del poble. Ella va ordenar que es construís l'estàtua i va fer posar la inscripció en llatí Petro Primo Catharina Secunda MDCCLXXXII i en rus Петру перьвому Екатерина вторая, лѣта 1782 que signifiquen 'Caterina la Segona a Pere el Primer, 1782'.
Per a fondre l'estàtua de bronze, que va haver de fer-se (1775) en dues vegades a causa d'un accident en el primer intent, van caldre 12 anys.
Denis Diderot va suggerir a Caterina que fos Étienne Maurice Falconet qui s'encarregués de fer l'estàtua.

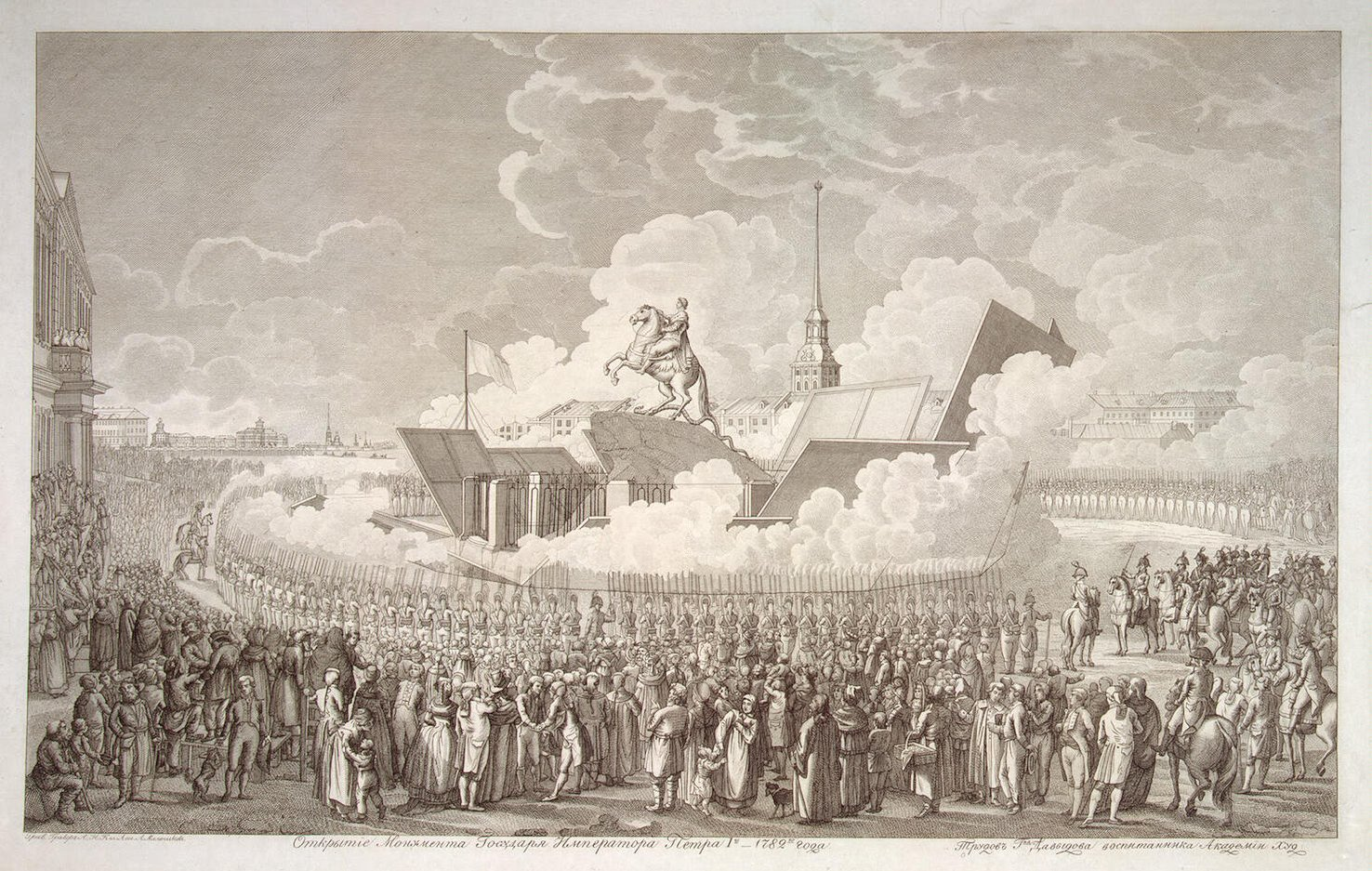
Inauguració del Monument, gravat per A. K. Melnikov d'un dibuix per A. P. Davydov, 1782

## Pedra de Tro

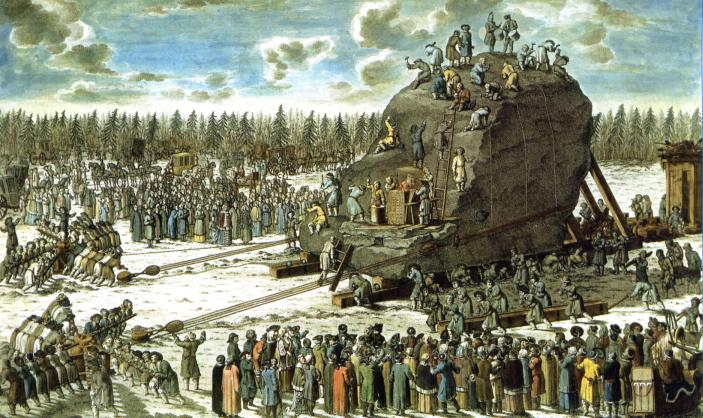
Transport de la Pedra de Tro en presència de Caterina la Gran; gravat d'un dibuix per Yury Felten, 1770

Per a fer el pedestal es va escollir un bloc enorme de pedra conegut com a Pedra de Tro (en rus: Гром-Камень) trobat a Lakhta, a 6 km a l'interior del Golf de Finlàndia l'any 1768. Aquest nom de pedra de tro `provenia d'una llegenda local. Per a transportar-la va caldre el projecte d'un enginyer anomenat Carburis que ho va fer mitjançant un trineu que discorria sobre esferes metàl·liques i només es va utilitzar energia humana, no la d'animals.

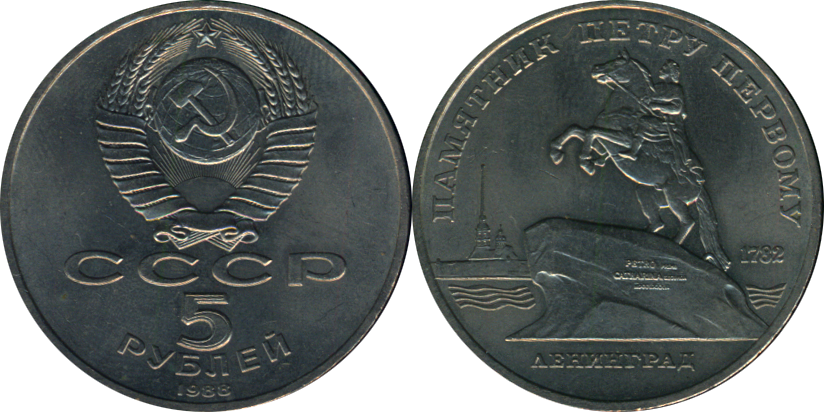
monedes commemoratives soviètiques de 1988